# Taiyaki

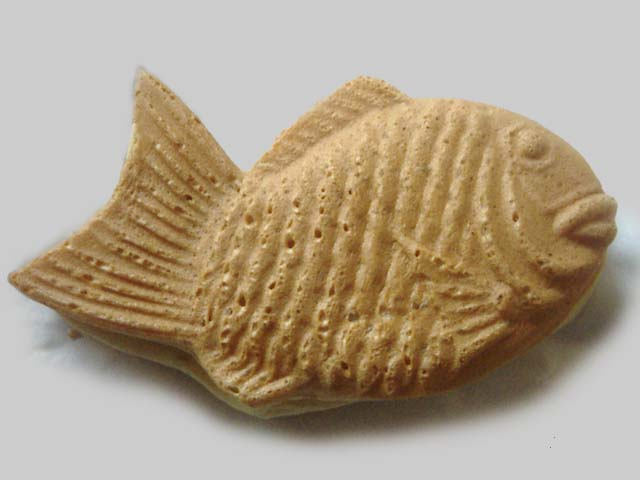
Taiyaki.

El taiyaki (鯛焼き,?  literalmente ‘besugo asado’) es un pastel japonés con forma de pez. El relleno más frecuente es la pasta de judías dulces, que se elabora a partir de judías azuki endulzadas. Otros rellenos comunes pueden ser crema pastelera, chocolate o queso. Algunas tiendas venden incluso taiyaki con okonomiyaki, relleno de jiaozi o salchicha.
El taiyaki se elabora usando rebozado de tortitas o gofre normal. El rebozado se vierte en un molde con forma de pez por ambos lados. El relleno se pone en un lado y se cierra el molde. Entonces se cuece por ambos lados hasta dorarlo.
El taiyaki fue cocinado por primera vez por la confitería Naniwaya en Azabu (Tokio) en 1909, y actualmente puede encontrarse por todo Japón, especialmente en las secciones de alimentos de supermercados y en festivales japoneses (祭 matsuri).
Es parecido al imagawayaki (今川焼き), que es un pastel grueso redondo también relleno de pasta de judías dulces o crema pastelera.